# Myrcia marginata
Myrcia marginata är en myrtenväxtart som beskrevs av Otto Karl Berg. Myrcia marginata ingår i släktet Myrcia och familjen myrtenväxter. Inga underarter finns listade i Catalogue of Life.